# 三巴群島
三巴群島（英語：Mitsudomoe Islands），是南極洲的海岬，位於毛德皇后地的哈拉爾王子海岸，處於呂佐夫-霍爾姆灣東南端，根據日本探險隊的測量和拍攝的空中照片繪入地圖，現時由南極條約體系管理。